# Carl Wagener (Offizier)
Carl Gustav Rulemann Wagener (* 23. Dezember 1901 in Stanowitz, Kreis Striegau, Provinz Schlesien; † 3. Juni 1988 in Hannover) war ein deutscher Offizier, zuletzt Generalmajor und letzter Chef des Generalstabes der Heeresgruppe B im Zweiten Weltkrieg.

## Leben
Wagener schlug die Offizierslaufbahn als Berufssoldat ein und trat am 25. Oktober 1921 als Fahnenjunker in das 11. (Preußisches) Reiter-Regiment ein. Nach seiner Beförderung zum Leutnant 1924 wurde er Schwadronschef beim 2. (Preußisches) Reiter-Regiment. 1935 erfolgte die Beförderung zum Rittmeister und 1938 wurde er als Hauptmann Erster Generalstabsoffizier bei der 4. leichten Division in Wien. 1940 wurde er Taktiklehrer in den Generalstabslehrgängen in Berlin.
Für kurze Zeit war er zunächst Erster Generalstabsoffizier (Ia) bei der 10. Infanterie-Division im Westfeldzug, ab Anfang 1941 dann Erster Generalstabsoffizier der Panzergruppe 3. Kurz vor Beginn der Sommeroffensive 1942 wurde Wagener, Oberstleutnant i. G., Chef des Generalstabes XXXX. Panzerkorps.
Für seine Verdienste bei den anschließenden Rückzügen des Korps vor Stalingrad erhielt er am 20. Februar 1943 das Deutsche Kreuz in Gold, gleichzeitig wurde er zum Oberst i. G. befördert. Im März 1944 wechselte Wagener als Chef des Stabes zur 1. Panzerarmee des Generals der Panzertruppe Hans-Valentin Hube. Die Armee wurde am 25. März 1944 von sowjetischen Truppen im Kessel von Kamenez-Podolsk eingeschlossen. Es gelang Hube und Wagener bis zum 6. April, mit dem „wandernder Hube-Kessel“ einen erfolgreichen Ausbruch über 250 km nach Westen durchzuführen, bei dem rund 200.000 der anfangs 215.000 eingeschlossenen Soldaten entkamen. Dafür erhielt er am 14. Mai 1944 das Ritterkreuz des Eisernen Kreuzes. Am 1. Oktober 1944 wurde er zum Generalmajor befördert. Kurz darauf wurde er Chef des Generalstabes der 5. Panzerarmee, um die Ardennenoffensive vorzubereiten. Nach der Ardennenoffensive wurde er von Generalfeldmarschall Walter Model am 16. Februar 1945 zum Chef des Generalstabes der Heeresgruppe B ernannt. Zusammen mit Model setzte er durch, dass ihre ganz jungen und die alten Soldaten sofort aus der Wehrmacht entlassen wurden, damit sie als Zivilisten nach Hause zurückkehren konnten.
Nach dem Krieg wurde Wagener Buchhändler und Publizist.

## Schriften
- Moskau 1941: Der Angriff auf d. russ. Hauptstadt, Podzun Bad Nauheim 1966
- Die deutsche Panzertruppe 1939 - 1945: Eine Dokumentation in Bildern, Podzun Bad Nauheim 1966, zusammen mit Horst Scheibert
- Heeresgruppe Süd: Der Kampf im Süden d. Ostfront 1941 - 1945, Podzun Bad Nauheim 1967
- Bildchronik der Heeresgruppe Süd, Podzun Bad Nauheim 1969, zusammen mit Werner Haupt